# Rammstein
Rammstein is een Duitse metalband die naar eigen zeggen "Tanzmetall" produceert, ofwel een synthese van progressive metal, industrial en techno, met enige gothic-invloeden. Rammstein beweert echter een volledig eigen (Duitse) stijl te hebben ontwikkeld.
De zang wordt verzorgd door Till Lindemann en is te kenmerken als rauw, bot en dominant. De gitaarmuziek bestaat vooral uit zeer zware elektrische stukken, en dient voornamelijk als motor van de muziek. Naast drums maakt Rammstein gebruik van een keyboard, dat in bijna alle nummers wordt ingezet. De muziek heeft veel raakvlakken met industrial. Rammstein heeft niet alleen harde nummers; hun oeuvre omvat ook tedere ballades zoals Seemann, Klavier, Nebel, Ohne Dich, Stirb nicht vor mir, Ein Lied, Frühling in Paris, Roter Sand en Diamant.

## Bandleden
De band bestaat uit zes leden uit de voormalige DDR en is qua samenstelling nooit gewijzigd:
- Till Lindemann (zang), vorige band: First Arsch, soloproject: Lindemann
- Richard Z. Kruspe (leadgitaar), vorige bands: Orgasm Death Gimmick, Die Firma, First Arsch, soloproject: Emigrate
- Oliver Riedel, bijnaam Ollie (basgitaar), vorige band: The Inchtabokatables
- Paul Landers (slaggitaar), vorige bands: Feeling B, Die Firma, First Arsch
- Christian Lorenz, bijnaam Flake (keyboard), vorige bands: Feeling B
- Christoph Schneider, bijnaam "Doom" (drums) vorige bands: Feeling B, Die Firma

## Achtergrond
Rammstein is opgericht in januari 1994 door gitarist Richard Zven Kruspe. In 1989 ontvluchtte hij de communistische DDR en kwam hij terecht in West-Berlijn, waar hij in 1991 zijn band Orgasm Death Gimmicks oprichtte. Toen de Berlijnse Muur viel, ging hij naar Schwerin waar een goede vriend van hem, Till Lindemann, werkte als mandenvlechter.
Richard woonde in die tijd bij Oliver Riedel (die op dat moment bij de band The Inchtabokatables zat) en Christoph Schneider (Die Firma). Richard kon zich niet identificeren met de muziek die zij maakten en wilde iets met machines en harde gitaren. De drie begonnen toen met het nieuwe project.
Na lang proberen om teksten te schrijven, kwam Kruspe erachter dat dit te moeilijk was. Hij vroeg Till Lindemann of hij er interesse in had, en na enig aandringen deed Lindemann mee. De vier schreven zich op goed geluk in bij een wedstrijd voor nieuwe bands, namen een demo (Schwarzes Glas) op en wonnen de wedstrijd. Een goede vriend, Paul Landers, die ze kenden van de band First Arsch, kreeg de demo ook te horen en wilde meteen meedoen. Ze hadden nu alleen nog een keyboardspeler nodig en dat werd Christian 'Flake' Lorenz.
In het begin waren veel teksten nog in het Engels zoals White Flesh, dat later als Weißes Fleisch in het Duits werd opgenomen. De band brak internationaal door toen David Lynch de nummers Rammstein en Heirate Mich gebruikte in zijn film Lost Highway uit 1997.
In de loop van 2006 was leadgitarist Richard Kruspe bezig met zijn soloproject Emigrate. De rest van de band nam een sabbatjaar. Eind mei 2007 werd bekendgemaakt dat de bandleden bezig zijn met het schrijven van nieuwe nummers, maar dat ze in 2007 nog niet op het podium zullen verschijnen.
In 2009 bracht Rammstein een nieuwe cd uit, Liebe ist für alle da (Liefde is er voor iedereen), die gevolgd werd door een tournee. Er stonden 45 concerten gepland. Op 6 december 2009 gaf Rammstein een concert in het GelreDome in Arnhem. Combichrist stond in het voorprogramma. Diezelfde dag werd ook bekendgemaakt dat Rammstein headliner was op het Pinkpop festival 2010.
Op 10 december 2009 gaf Rammstein een concert in het Sportpaleis te Antwerpen. Dit concert was in minder dan 30 minuten uitverkocht. Diezelfde dag raakte bekend dat Rammstein ook zou optreden op Rock Werchter om op zaterdag 3 juli 2010 main stage af te sluiten.
Op 17 juni 2011 maakte de band bekend dat er aan het eind van het jaar weer een tour zou beginnen. De tour zou de nieuwe Best Of-cd promoten, welke de naam Made In Germany 1995-2011 droeg. Op deze cd staan de 15 grootste hits en een nieuw nummer. Rammstein speelde onder meer in een uitverkocht Ahoy Rotterdam op 4 maart 2012, in het Sportpaleis te Antwerpen op 8 maart 2012 en op 1 juni 2013 op het Fortarock Festival in Nijmegen.
In 2014 kondigde de band een rustpauze aan met de mededeling dat ze in 2015 zouden kijken of ze weer de studio in zouden gaan voor een nieuw album. In 2015 begon de band met preproductie voor een nieuw album. In datzelfde jaar bracht de band ook een liveregistratie uit van een concert uit 2010 in de Madison Square Garden in New York. In 2016 en 2017 trad Rammstein op op diverse festivals, waaronder Pinkpop in Nederland en Graspop Metal Meeting in België.
Op 28 maart 2019 bracht de band voor het eerst in acht jaar nieuw materiaal uit. Het betrof de single Deutschland, voorafgaand aan het studioalbum Rammstein. De videoclip zorgde voor controverse vanwege de 2000 jaar Duitse geschiedenis die voorbijkomt in een speelfilmpje van ruim 9 minuten. Op 25 juni 2019 gaf de band een concert in De Kuip in Rotterdam en op 10 juni 2019 in het Koning Boudewijnstadion te Brussel.
Op 29 april 2022 bracht de band het nieuwe album Zeit uit. Datzelfde jaar op 4 en 5 juli 2022 trad de band op in het Goffertpark in Nijmegen, en op 3 en 4 augustus in Oostende, in het Park Nieuwe Koers. Daarna volgde ook nog concerten in Noord-Amerika.

## De naam
Op 28 augustus 1988 kwamen drie Italiaanse gevechtsvliegtuigen in botsing bij een vliegshow op de luchtmachtbasis van de VS in Ramstein-Miesenbach, Duitsland. Daarbij kwamen 35 toeschouwers direct om het leven en raakten honderden gewond. Het dodental zou uiteindelijk oplopen tot zeventig (zevenenzestig toeschouwers en drie piloten).
De band veranderde de naam van de locatie, Ramstein, in Rammstein. Dit (verzonnen) woord betekent zoiets als ram- of beuksteen. Zij kozen ervoor om het aan te passen, omdat de betekenis bij hun muziek scheen te passen. Het eerste nummer, Rammstein, ging over de fatale vliegshow. Dit nummer heeft van 1994 tot en met 2005 deel uitgemaakt van de setlist van elke tournee. In de tournee die begon op 8 november 2009 in Lissabon maakte Rammstein geen deel meer uit van de setlist, maar in 2012 werd het er weer in opgenomen.

## Thema's en kritiek

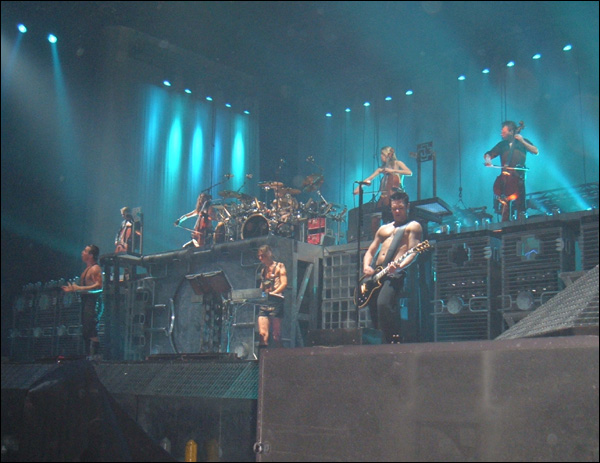
Concert van Rammstein met Apocalyptica in Milaan, 24 februari 2005

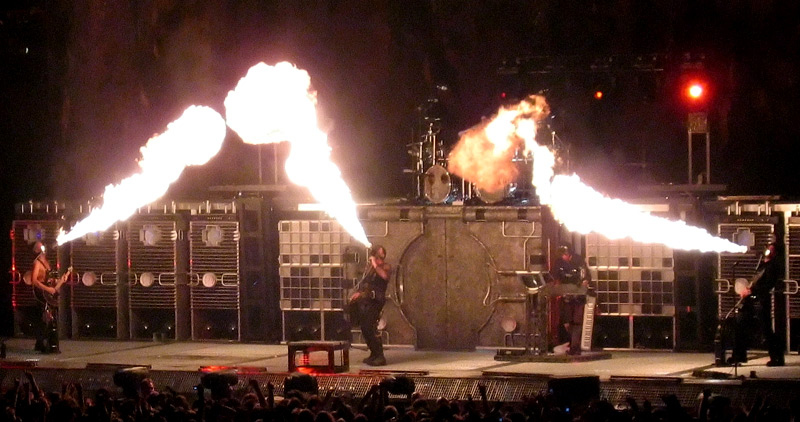
Pyrotechniek tijdens het nummer "Feuer frei!", Stockholm, Zweden, 18 november 2004

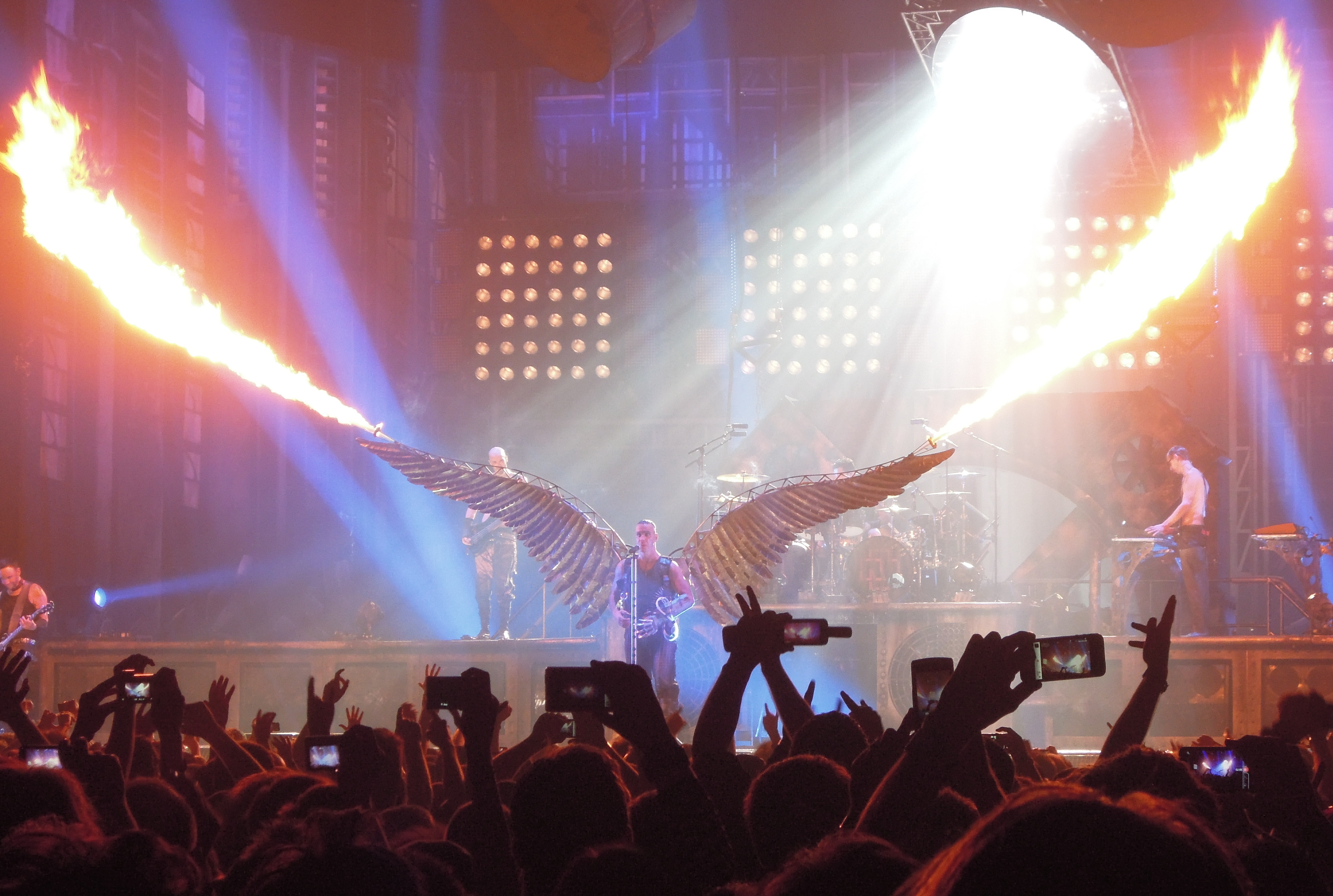
Rammstein tijdens het nummer "Engel", Londen, 24 februari 2015

De voornamelijk Duitstalige teksten van Rammstein gaan onder meer over macht, religie, militarisme, seks en sadisme. Rammstein zoekt, zoals de bandleden zeggen, naar een eigen Duitse stijl, en is daarbij sterk beïnvloed door bands als Laibach, Eisbrecher, Megaherz, Kraftwerk, Die Krupps en Oomph!. De leden van de band stellen zelf dat hun muziek voortkwam uit wat zij niet wilden: een zoveelste Amerikaans product neerzetten. Die opzet lijkt geslaagd en Rammsteins stijl slaat vooral sinds het album Mutter aan over de hele wereld.
Critici betichtten Rammstein van neonazistische sympathieën, onder meer door de originele cover van het album Herzeleid, die in het begin niet werd gebruikt maar later toch verscheen. Verder draagt men Rammsteins eigen Duitse stijl aan alsook het integreren van beelden van Leni Riefenstahls propagandafilm Olympia in de videoclip van Stripped. Als reactie bracht Rammstein de single Links 2 3 4 uit, waarin wordt gezongen: "Sie wollen mein Herz am rechten Fleck / doch seh ich dann nach unten weg / da schlägt es in der linken Brust". Dat wil zeggen dat ze politiek links zijn ingesteld, aldus Kruspe, de gitarist van de band, in een interview. Lindemann vertelde in een interview met Rolling Stone dat ze socialistisch zijn opgegroeid (alle leden komen uit het voormalige Oost-Duitsland) en juist nazi's haten. Bovendien hebben ze in de Family Values Tour samengewerkt met niet-blanke artiesten als Ice Cube, en is Caron Bernstein, de ex-vrouw van Richard Kruspe, Joods.
Ook buiten Duitsland ontstond opschudding over de band. De Tsjetsjenen die een school in Beslan (Rusland) gegijzeld hielden zouden op eigen stereo-installaties naar Rammstein hebben geluisterd tijdens de gijzeling, om op deze manier bot en gewelddadig te blijven. Dit is echter niet door een onafhankelijke bron bevestigd. De Russische autoriteiten schijnen deze mythe minstens te hebben aangewakkerd. Ze zouden Rammstein immers "te aantrekkelijk" vinden voor "de onderste lagen van de Russische bevolking". Reeds in juli 2002 werd een optreden van Rammstein in Moskou afgelast uit vrees dat het skinheads zou aantrekken. Ook in de Verenigde Staten zorgde de band voor opschudding, en werd hij vooral berucht door de zogenaamde dildo-act (nummer: Bück dich) tijdens een concert in Worcester. En de Amerikaanse pers wijst regelmatig Rammstein aan als instigator bij schietpartijen zoals die van Columbine. De band beweert zelf dat zijn muziek mensen niet kan aanzetten tot moorden en dat hij juist meeleeft met de slachtoffers van deze misdrijven.
Aan de andere kant vormen misdaden voor Till Lindemann wel een inspiratie bij het schrijven van nieuwe nummers. Zo gaat het nummer Mein Teil over de Duitse internetkannibaal Armin Meiwes. Ook rampen vormen een inspiratiebron, zo is Dalai Lama geïnspireerd op de gebeurtenissen van vlucht 123 van Japanese Air. Deze stortte in 1985 neer in Japan, 30 minuten na het opstijgen. De ramp kostte aan meer dan 500 mensen het leven. Om de Japanse fans niet te choqueren werden de 38 seconden vóór het eerste nummer op de Japanse editie van Reise, Reise niet uitgebracht. Deze sectie bevatte de laatst opgenomen seconden van de genoemde vlucht. Overigens is het nummer Dalai Lama niet alleen geïnspireerd door deze Japanse rampvlucht. Meer nog is het thema gebaseerd op het gedicht Erlkönig van Goethe. Daarin roept Erlkönig het kind dat achter op het paard bij zijn vader zit. Aan het eind van het gedicht is het kind gestorven.
Rammstein maakt niet alleen maar Duitse nummers. Van de nummers Du hast en Engel zijn door Rammstein ook Engelstalige versies gemaakt, respectievelijk You have en Angel, deze nummers zijn op een speciale gelimiteerde editie van het album Sehnsucht uitgebracht. De covers Stripped (Depeche Mode) en Pet Sematary (Ramones) zijn volledig in het Engels gezongen. Op Reise, Reise staat het nummer Amerika, waarvan het refrein gedeeltelijk in het Engels gezongen wordt, en het nummer Moskau waarvan het refrein gedeeltelijk in het Russisch wordt gezongen. Op het album Rosenrot staat één Spaanstalig nummer: Te quiero, puta (letterlijk: Ik wil je, hoer, een betere vertaling is echter: Ik hou van je, hoer).
Op het album Liebe ist für alle da wordt er in twee nummers deels een andere taal gezongen. Hierbij gaat het om de nummers Frühling in Paris waarbij het refrein in het Frans wordt gezongen. Het nummer Pussy wordt voor een groot deel in het Engels gezongen. Het refrein is helemaal Engels en ook delen van de coupletten bevatten de Engelse taal. Het nummer geeft een satirische kijk op sekstoerisme en is daarom ook voorzien van een pornografische clip.
Op 22 februari 2010 maakte de pers bekend dat Rammstein door de autoriteiten in Wit-Rusland tot staatsvijand uitgeroepen is. De Maatschappelijke Raad voor de Zeden, gesteund door de autoritaire president Aleksandr Loekasjenko nam deze beslissing. De groep had een optreden gepland op 7 maart 2010 in de Wit-Russische hoofdstad Minsk. De zedentoezichthouder meent dat de zes leden van Rammstein het "Wit-Russische staatsbestel verstoren". Vervolgens meent hij dat Rammstein propaganda voert voor "geweld, masochisme, homoseksualiteit en andere tegennatuurlijkheden". Dit zou in strijd zijn met de Wit-Russische waarden.

## Bijzonderheden
Rammstein staat ook bekend om zijn bijzondere optredens. De hoeveelheid vuurwerk en pyrotechniek die de band gebruikt voor zijn optredens is enorm en levert elk concert spektakel op. Dit resulteerde in het verleden echter ook in een aantal ongelukken. Mensen werden soms met ademhalingsmoeilijkheden en droogteverschijnselen uit Rammsteinconcerten gehaald, en ooit vloog door een grove fout een brandend projectiel de menigte in. Zulke incidenten mochten niet weer gebeuren en Rammstein zocht pyrotechnici. Uiteindelijk werd zanger Till Lindemann zelf professioneel pyrotechnicus. Hun optredens bleven vurig en dus bedachten fans een slogan die luidt: "Andere bands spelen, Rammstein brandt!", afgekeken van de slogan "Andere bands spelen, Manowar moordt!". Ook werd Rammstein beroemd omdat ze hun muziekinstrumenten in brand staken of tot ontploffing lieten brengen. De band stond bekend om nog meer gekke stunts tijdens zijn optredens, zo werd er in de Reise, Reise-tournee met Segways gestunt. Till Lindemann raakte tijdens een van de concerten gewond, waardoor optredens in Azië werden afgelast. Nog beroemder is de dildo-act waarbij anale seks werd gesimuleerd. Na een concert in Worcester, Amerika, moesten Till Lindemann en Flake hiervoor een nacht in de gevangenis doorbrengen. Niemand weet precies waarom Rammstein dergelijke acties uithaalt tijdens concerten, maar Richard beweerde dat ze het nodig vonden om spectaculaire toneelelementen en humor in hun concerten te brengen, omdat maar weinigen de Duitse teksten van Rammstein kunnen verstaan. Toen een journalist van Humo hen echter vroeg of ze weleens mensen ontmoet hadden die de humor van Rammstein niet begrepen, antwoordde Till Lindemann: "Humor? Wie meinen Sie, Humor?" (Humor? Hoe bedoelt u, humor?).
Hun muziek is vaak gebruikt voor films. Voorbeelden hiervan zijn xxx (Feuer frei!), The Matrix (Du Hast), Lilja 4-ever (Mein Herz brennt), Lost Highway (Rammstein en Heirate Mich), Resident Evil (Hallelujah), Resident Evil: Apocalypse (Mein teil), CKY2K (Du Hast), See No Evil (Mein Teil), Blade (Blade Remix), How High (Du Hast), Nymphomaniac (Führe Mich) en in het Vlaamse game-tv-programma Gammo werd als intro een stukje uit Du Hast gebruikt.
In een Duits reclamespotje (2005) van de Mercedes-Benz SLK klasse werd een instrumentale en geknipte versie van Mein Herz brennt gebruikt.
Het nummer Te Quiero Puta is te horen tijdens de opening en het einde van de show Het Kwaad van de Nederlandse cabaretier Hans Sibbel, alias Lebbis.
In 2013 speelde Rammstein hun grootste concert. Dat was in Samara voor Rock Volga. Er kwamen zo'n 1 miljoen mensen kijken. En het concert kwam op het top 10-lijstje van grootste concerten.
De Duitse schlagerzanger Heino coverde begin 2013 het nummer Sonne van Rammstein. Heino noemde dat nummer "ein wirklich schönes Stück Volksmusik". Volgens de weekkrant "die Zeit" zou Rammstein hebben gezegd dat ze Heino's versie "om te kotsen" vonden. In een reactie op hun eigen website gaven ze aan dat dit niet hun mening was en dat ze zich niet herkenden in de woorden die hen door de krant in de mond gelegd werden. Heino zong zelfs samen met Rammstein tijdens een optreden op Wacken Open Air 2013. In Duitsland is het legaal om nummers te coveren, mits de tekst en melodie niet wordt aangepast.

## Genrenaam
Rammstein omschrijft zijn muziek als Tanzmetall (Duits voor dans-metal). De band heeft de naam bedacht voor zijn synthese van metal, industrial en techno met enige gothic-invloeden. De reden waarom Rammstein zijn muziek omschrijft als Tanzmetall is dat de muziek doorgaans een beat kent, dan wel elektronisch, dan wel zelf gespeeld op het drumstel. Deze beat zorgt voor dansbare ritmes in de verder metalachtige muziek van Rammstein. Door de dansbaarheid van de muziek worden nummers van Rammstein ook in de meer populaire discotheken gedraaid. Dit heeft er mede toe bijgedragen dat de band zo'n succes heeft gekregen; ze wisten zowel traditionele metalfans als liefhebbers van house en andere dansbare muziek te trekken.

## Discografie

### Albums
| Album met eventuele hitnotering(en) in de Nederlandse Album Top 100 | Datum van verschijnen | Datum van binnenkomst | Hoogste positie | Aantal weken | Opmerkingen   |
| ------------------------------------------------------------------- | --------------------- | --------------------- | --------------- | ------------ | ------------- |
| Herzeleid                                                           | 25-09-1995            | 06-09-1995            | 77              | 4            |               |
| Sehnsucht                                                           | 25-08-1997            | 06-09-1997            | 28              | 5            |               |
| Live aus Berlin                                                     | 30-08-1999            | 11-09-1999            | 43              | 6            | Livealbum     |
| Mutter                                                              | 02-04-2001            | 14-04-2001            | 4               | 70           | Goud          |
| Reise, Reise                                                        | 27-09-2004            | 02-10-2004            | 2               | 32           |               |
| Rosenrot                                                            | 28-10-2005            | 05-11-2005            | 4               | 24           |               |
| Völkerball                                                          | 17-11-2006            | 25-11-2006            | 7               | 16           | Livealbum     |
| Liebe ist für alle da                                               | 16-10-2009            | 24-10-2009            | 1(1wk)          | 29           | Goud          |
| Made in Germany 1995-2011                                           | 02-12-2011            | 10-12-2011            | 18              | 27           | Verzamelalbum |
| Paris                                                               | 19-05-2017            | 27-05-2017            | 10              | 3            | Livealbum     |
| Rammstein                                                           | 17-05-2019            | 25-05-2019            | 1(2wk)          | 35           |               |
| Zeit                                                                | 29-04-2022            | 07-05-2022            | 1(1wk)          | 32           |               |

| Album met hitnotering(en) in de Vlaamse Ultratop 200 albums | Datum van verschijnen | Datum van binnenkomst | Hoogste positie | Aantal weken | Opmerkingen                     |
| ----------------------------------------------------------- | --------------------- | --------------------- | --------------- | ------------ | ------------------------------- |
| Sehnsucht                                                   | 1997                  | 13-09-1997            | 46              | 11           |                                 |
| Live aus Berlin                                             | 1999                  | 28-08-2004            | 93              | 2            | Livealbum                       |
| Mutter                                                      | 2001                  | 07-04-2001            | 7               | 319          |                                 |
| Herzeleid                                                   | 1995                  | 28-08-2004            | 30              | 23           |                                 |
| Reise, Reise                                                | 2004                  | 02-10-2004            | 5               | 93           |                                 |
| Rosenrot                                                    | 2005                  | 05-11-2005            | 3               | 45           |                                 |
| Völkerball                                                  | 2006                  | 25-11-2006            | 48              | 12           | Livealbum                       |
| Liebe ist für alle da                                       | 2009                  | 24-10-2009            | 3               | 50           | Goud                            |
| Made in Germany 1995-2011                                   | 2011                  | 10-12-2011            | 6               | 272          | Verzamelalbum / Goud            |
| XXI - Klavier                                               | 04-12-2015            | 19/11/2016            | 168             | 1            | Verzamelalbum met piano versies |
| Paris                                                       | 2017                  | 27-05-2017            | 2               | 47           | Livealbum                       |
| Rammstein                                                   | 2019                  | 25-05-2019            | 1(5wk)          | 201          |                                 |
| Zeit                                                        | 2022                  | 07-05-2022            | 1(1wk)          | 134          |                                 |

### Singles
| Single met eventuele hitnotering(en) in de Nederlandse Top 40 | Datum van verschijnen | Datum van binnenkomst | Hoogste positie | Aantal weken | Opmerkingen                 |
| ------------------------------------------------------------- | --------------------- | --------------------- | --------------- | ------------ | --------------------------- |
| Sonne                                                         | 12-02-2001            | 31-03-2001            | 30              | 5            | Nr. 24 in de Single Top 100 |
| Links 2-3-4                                                   | 14-05-2001            | -                     | -               | -            | Nr. 60 in de Single Top 100 |
| Ich will                                                      | 10-09-2001            | -                     | tip 7           | -            | Nr. 52 in de Single Top 100 |
| Mutter                                                        | 25-03-2002            | -                     | tip 13          | -            | Nr. 69 in de Single Top 100 |
| Feuer frei!                                                   | 14-10-2002            | -                     | -               | -            | Nr. 70 in de Single Top 100 |
| Mein Teil                                                     | 26-07-2004            | 18-09-2004            | 31              | 2            | Nr. 15 in de Single Top 100 |
| Amerika                                                       | 13-09-2004            | 16-10-2004            | 22              | 6            | Nr. 16 in de Single Top 100 |
| Ohne dich                                                     | 22-11-2004            | -                     | -               | -            | Nr. 30 in de Single Top 100 |
| Keine Lust                                                    | 27-02-2005            | 02-04-2005            | 33              | 3            | Nr. 19 in de Single Top 100 |
| Benzin                                                        | 07-10-2005            | -                     | tip 15          | -            | Nr. 25 in de Single Top 100 |
| Rosenrot                                                      | 16-12-2005            | -                     | tip 11          | -            | Nr. 43 in de Single Top 100 |
| Mann gegen Mann                                               | 03-03-2006            | -                     | -               | -            | Nr. 35 in de Single Top 100 |
| Pussy                                                         | 18-09-2009            | -                     | -               | -            | Nr. 43 in de Single Top 100 |
| Mein Land                                                     | 11-11-2011            | -                     | -               | -            | Nr. 88 in de Single Top 100 |
| Deutschland                                                   | 30-03-2019            | -                     | -               | -            | Nr. 74 in de Single Top 100 |
| Radio                                                         | 26-04-2019            | -                     | -               | -            |                             |
| Zeit                                                          | 11-03-2022            | -                     | tip 23*         | -            | Nr. 96 in de Single Top 100 |
| Zick zack                                                     | 07-04-2022            | -                     | -               | -            |                             |

| Single met hitnotering(en) in de Vlaamse Ultratop 50 | Datum van verschijnen | Datum van binnenkomst | Hoogste positie | Aantal weken | Opmerkingen                              |
| ---------------------------------------------------- | --------------------- | --------------------- | --------------- | ------------ | ---------------------------------------- |
| Sonne                                                | 2001                  | 19-05-2001            | 44              | 4            |                                          |
| Mutter                                               | 2002                  | -                     | tip 15          | -            |                                          |
| Mein Teil                                            | 2004                  | 11-09-2004            | 40              | 4            |                                          |
| Amerika                                              | 2004                  | 13-11-2004            | 36              | 9            |                                          |
| Keine Lust                                           | 2005                  | -                     | tip 7           | -            |                                          |
| Benzin                                               | 2005                  | 22-10-2005            | 41              | 2            |                                          |
| Rosenrot                                             | 2005                  | -                     | tip 12          | -            |                                          |
| Mann gegen Mann                                      | 2006                  | -                     | tip 10          | -            |                                          |
| Pussy                                                | 2009                  | 03-10-2009            | 34              | 3            |                                          |
| Mein Land                                            | 2011                  | -                     | tip 28          | -            |                                          |
| Mein Herz brennt [2012]                              | 07-12-2012            | -                     | tip 77          | -            | Piano versie / Originele versie uit 2001 |
| Deutschland                                          | 2019                  | 06-04-2019            | 23              | 2            |                                          |

### Dvd's
| Dvd's met hitnoteringen in de DVD Top 30 | Datum van verschijnen | Datum van binnenkomst | Hoogste positie | Aantal weken | Opmerkingen |
| ---------------------------------------- | --------------------- | --------------------- | --------------- | ------------ | ----------- |
| Live aus Berlin                          | 2002                  | 15-06-2002            | 4               | 16           |             |
| Videos 1995-2012                         | 2012                  | 22-12-2012            | 7               | 29           |             |
| In Amerika                               | 2015                  | 03-10-2015            | 2               | 77           |             |
| Rammstein in Paris                       | 2017                  | 27-05-2017            | 1(1wk)          | 44           |             |

| Dvd's met hitnoteringen in de Vlaamse Ultratop muziek-dvd top 10/20 | Datum van verschijnen | Datum van binnenkomst | Hoogste positie | Aantal weken | Opmerkingen |
| ------------------------------------------------------------------- | --------------------- | --------------------- | --------------- | ------------ | ----------- |
| Lichtspielhaus                                                      | 2004                  | 12-06-2004            | 4               | 20           |             |
| Live aus Berlin                                                     | 2004                  | 21-08-2004            | 7               | 3            |             |
| Völkerball                                                          | 2006                  | 25-11-2006            | 1(1wk)          | 6            |             |
| Videos 1995-2012                                                    | 2012                  | 22-12-2012            | 3               | 26           |             |

### NPO Radio 2 Top 2000
| Nummers met noteringen in de NPO Radio 2 Top 2000 | '14  | '15  | '16 | '17 | '18 | '19  | '20  | '21  | '22  | '23  | '24  |
| ------------------------------------------------- | ---- | ---- | --- | --- | --- | ---- | ---- | ---- | ---- | ---- | ---- |
| Amerika                                           | -    | -    | -   | -   | -   | -    | 1363 | 1329 | 1066 | 1190 | 1196 |
| Deutschland                                       | ×    | ×    | ×   | ×   | ×   | 1140 | 166  | 147  | 95   | 109  | 111  |
| Du hast                                           | 1935 | 1006 | 160 | 162 | 165 | 132  | 143  | 140  | 98   | 114  | 119  |
| Engel                                             | -    | -    | -   | -   | -   | 422  | 376  | 292  | 196  | 234  | 237  |
| Mutter                                            | -    | -    | -   | 610 | 523 | 534  | 695  | 673  | 498  | 619  | 711  |
| Radio                                             | ×    | ×    | ×   | ×   | ×   | -    | -    | -    | -    | 1016 | 1067 |
| Sonne                                             | 1828 | 947  | 187 | 182 | 168 | 147  | 194  | 186  | 129  | 125  | 112  |
| Zeit                                              | ×    | ×    | ×   | ×   | ×   | ×    | ×    | ×    | 1688 | 361  | 321  |

1. ↑  Een '-' betekent dat het nummer niet was genoteerd, een '×' betekent dat het nummer nog niet was uitgebracht en een vetgedrukt getal geeft de hoogste notering van een nummer aan.
2. ↑  2014 was het eerste jaar met een notering voor Rammstein.

### De Zwaarste Lijst
| De Zwaarste Lijst | 2009* | 2010* | 2011* | 2012* | 2013 | 2014 | 2015 | 2016 | 2017 | 2018 | 2019 | 2020 | 2021 | 2022 | 2023 | 2024 | 2025 |
| ----------------- | ----- | ----- | ----- | ----- | ---- | ---- | ---- | ---- | ---- | ---- | ---- | ---- | ---- | ---- | ---- | ---- | ---- |
| Sonne             | 40    | 28    | 19    | 15    | 20   | 15   | 23   | 30   | 10   | 9    | 12   | 12   | 14   | 15   | 13   | 15   | 18   |
| Feuer frei        | 69    | 45    | 52    | 47    | -    | 38   | 39   | 65   | 24   | 42   | 32   | 58   | 64   | 51   | 38   | -    | -    |
| Ich will          | -     | -     | 61    | 44    | 45   | 52   | 50   | -    | 32   | 34   | 29   | 38   | 48   | 58   | 35   | -    | -    |
| Rammstein         | 47    | -     | -     | -     | -    | -    | -    | -    | -    | -    | -    | -    | -    | -    | -    | -    | -    |
| Du Hast           | -     | -     | -     | -     | -    | -    | -    | -    | 30   | 30   | 24   | 32   | 40   | 33   | 22   | 41   | 55   |
| Deutschland       | -     | -     | -     | -     | -    | -    | -    | -    | -    | -    | -    | 26   | 7    | 10   | 10   | 21   | 27   |

- Tot 2012 had de Zwaarste Lijst 70 plaatsen. Dit werd vanaf 2013 verminderd tot 66.

## Hitlijsten (internationaal)

### Albums
| Titel en Verschijningsdatum               | Hoogste positie | Hoogste positie | Hoogste positie | Hoogste positie | Hoogste positie | Hoogste positie | Hoogste positie | Hoogste positie | Hoogste positie | Hoogste positie | Hoogste positie | Hoogste positie | Hoogste positie | Hoogste positie | Hoogste positie | Hoogste positie | Hoogste positie | Hoogste positie | Hoogste positie | Hoogste positie | Hoogste positie | Hoogste positie | Hoogste positie | Hoogste positie | Hoogste positie | Hoogste positie | Hoogste positie |
| Titel en Verschijningsdatum               | D               | A               | CH              | NL              | F               | S               | NZ              | USA             | N               | FIN             | PL              | B               | E               | CDN             | DK              | H               | I               | GB              | EST             | IS              | MX              | CZ              | P               | SLO             | AUS             | IRL             | GR              |
| ----------------------------------------- | --------------- | --------------- | --------------- | --------------- | --------------- | --------------- | --------------- | --------------- | --------------- | --------------- | --------------- | --------------- | --------------- | --------------- | --------------- | --------------- | --------------- | --------------- | --------------- | --------------- | --------------- | --------------- | --------------- | --------------- | --------------- | --------------- | --------------- |
| Herzeleid 24 september 1995               | 6               | 11              | 20              | 72              | 85              | -               | -               | -               | -               | -               | -               | 96              | -               | -               | -               | -               | -               | -               | -               | -               | -               | -               | -               | -               | -               | -               | -               |
| Sehnsucht 22 augustus 1997                | 1               | 1               | 3               | 40              | 76              | 17              | 23              | 45              | 47              | -               | -               | 50              | -               | -               | -               | -               | -               | -               | -               | -               | -               | -               | -               | -               | -               | -               | -               |
| Live aus Berlin 31 augustus 1999          | 1               | 2               | 8               | -               | 97              | 42              | 46              | 179             | 29              | 35              | -               | 93              | -               | -               | -               | -               | -               | -               | -               | -               | -               | -               | -               | -               | -               | -               | -               |
| Mutter 2 april 2001                       | 1               | 1               | 1               | 4               | 23              | 2               | 12              | 77              | 12              | 7               | 4               | 7               | 9               | 14              | 22              | 33              | 68              | 86              | -               | -               | -               | -               | -               | -               | -               | -               | -               |
| Reise, Reise 27 september 2004            | 1               | 1               | 1               | 2               | 3               | 2               | 17              | 61              | 4               | 1               | 4               | 6               | 4               | -               | 3               | 21              | 35              | 37              | 1               | 1               | 1               | 3               | 4               | 4               | 19              | 54              |                 |
| Rosenrot 28 oktober 2005                  | 1               | 1               | 2               | 4               | 5               | 2               | 38              | 47              | 4               | 1               | 7               | 3               | 9               | -               | 2               | 18              | 11              | 29              | 1               | 1               | 1               | 3               | <10             | -               | 44              | -               | <10             |
| Völkerball 17 november 2006               | 1               | 3               | 7               | 7               | 54              | 11              | -               | -               | 24              | 1               | 37              | 48              | 22              | -               | 9               | -               | 61              | -               | 1               | -               | -               | 11              | -               | -               | -               | -               | -               |
| Liebe ist für alle da 16 oktober 2009     | 1               | 1               | 1               | 1               | 2               | 3               | 15              | 13              | 4               | 1               | -               | 3               | 5               | -               | 1               | -               | 14              | -               | -               | -               | 4               | -               | 4               | -               | 9               | -               | 40              |
| Made in Germany 1995-2011 6 december 2011 | -               | -               | -               | -               | -               | -               | -               | -               | -               | -               | -               | -               | -               | -               | -               | -               | -               | -               | -               | -               | -               | -               | -               | -               | -               | -               | -               |

### Singles
| Titel                 | Hoogste positie | Hoogste positie | Hoogste positie | Hoogste positie | Hoogste positie | Hoogste positie | Hoogste positie | Hoogste positie | Hoogste positie | Hoogste positie | Hoogste positie | Hoogste positie | Hoogste positie | Hoogste positie | Album                    | Verschijningsdatum |
| Titel                 | D               | A               | CH              | NL              | B               | F               | S               | USA             | N               | FIN             | PL              | DK              | GB              | BU              | Album                    | Verschijningsdatum |
| --------------------- | --------------- | --------------- | --------------- | --------------- | --------------- | --------------- | --------------- | --------------- | --------------- | --------------- | --------------- | --------------- | --------------- | --------------- | ------------------------ | ------------------ |
| Du riechst so gut     | -               | -               | -               | -               | -               | -               | -               | -               | -               | -               | -               | -               | -               | -               | Herzeleid                | 24 augustus 1995   |
| Seemann               | -               | -               | -               | -               | -               | -               | -               | -               | -               | -               | -               | -               | -               | -               | Herzeleid                | 8 januari 1996     |
| Engel                 | 3               | 4               | 17              | -               | -               | -               | 48              | -               | -               | -               | -               | -               | -               | -               | Sehnsucht                | 1 april 1997       |
| Du hast               | 5               | 10              | 33              | -               | -               | -               | -               | 20              | -               | -               | -               | -               | -               | -               | Sehnsucht                | 18 juli 1997       |
| Das Model             | 5               | 18              | -               | -               | -               | -               | 41              | -               | -               | -               | -               | -               | -               | -               | Coversong (Kraftwerk)    | 23 november 1997   |
| Du riechst so gut '98 | 16              | -               | -               | -               | -               | -               | -               | -               | -               | -               | -               | -               | -               | -               | Herzeleid                | 17 april 1998      |
| Stripped              | 14              | 27              | 42              | -               | -               | -               | -               | -               | -               | 3               | -               | -               | -               | -               | Coversong (Depeche Mode) | 27 juli 1998       |
| Asche zu Asche        | -               | -               | -               | -               | -               | -               | -               | -               | -               | -               | -               | -               | -               | -               | Live aus Berlin          | 15 januari 2001    |
| Sonne                 | 2               | 5               | 18              | 30              | 44              | -               | 42              | -               | -               | 9               | -               | -               | -               | -               | Mutter                   | 12 februari 2001   |
| Links 2-3-4           | 26              | 33              | 65              | -               | -               | -               | -               | -               | -               | 15              | -               | -               | -               | -               | Mutter                   | 14 mei 2001        |
| Ich will              | 29              | 59              | -               | tip 7           | -               | 3               | -               | -               | -               | 19              | -               | -               | 30              | -               | Mutter                   | 10 september 2001  |
| Mutter                | 47              | -               | -               | tip 13          | tip 15          | -               | -               | -               | -               | 7               | -               | -               | -               | -               | Mutter                   | 25 maart 2002      |
| Feuer frei!           | 33              | 28              | -               | -               | -               | -               | -               | -               | -               | -               | -               | -               | 35              | -               | Mutter                   | 14 oktober 2002    |
| Mein Teil             | 2               | 6               | 11              | 31              | 40              | 60              | 8               | -               | 11              | 2               | -               | 6               | 61              | -               | Reise, Reise             | 26 juli 2004       |
| Amerika               | 2               | 3               | 5               | 22              | 36              | 89              | 21              | -               | 13              | 10              | 7               | 2               | 38              | -               | Reise, Reise             | 13 september 2004  |
| Ohne dich             | 12              | 38              | 42              | -               | -               | -               | -               | -               | -               | 13              | -               | 17              | -               | -               | Reise, Reise             | 22 november 2004   |
| Keine Lust            | 16              | 25              | 30              | 33              | tip 7           | -               | 57              | -               | -               | 14              | -               | 4               | 35              | -               | Reise, Reise             | 28 februari 2005   |
| Benzin                | 6               | 11              | 15              | tip 15          | 41              | 81              | 16              | 35              | 15              | 1               | -               | 3               | 58              | 59              | Rosenrot                 | 7 oktober 2005     |
| Rosenrot              | 28              | 46              | 59              | tip 11          | tip 12          | -               | 53              | -               | -               | -               | -               | 8               | -               | -               | Rosenrot                 | 16 december 2005   |
| Mann gegen Mann       | 20              | 42              | 66              | -               | tip 10          | -               | 45              | 32              | -               | 17              | 46              | 5               | 54              | 99              | Rosenrot                 | 3 maart 2006       |
| Pussy                 | -               | 4               | 12              | -               | 34              | 13              | 22              | -               | 16              | 1               | -               | 37              | -               | -               | Liebe ist für alle da    | 18 september 2009  |
| Ich tu dir weh        | -               | -               | -               | -               | -               | -               | -               | -               | -               | -               | -               | -               | -               | -               | Liebe ist für alle da    | 5 februari 2010    |